# Amegilla alpha
Amegilla alpha es una especie de abeja excavadora perteneciente al género Amegilla, categorizada en la tribu Anthophorini, de la subfamilia Apinae. Fue descrita por el naturalista inglés Theodore Dru Alison Cockerell en 1904.
Algunos ejemplares de la especie reposan en el Museo Británico, Londres, Reino Unido.

## Distribución
Se distribuye por África, en Namibia y en Australia, en el estado de Territorio del Norte.